# Carroll Dickerson
Carroll Dickerson (?, 1895. november 11. – Chicago, 1957. október 9.) amerikai dixieland dzsesszhegedűs, zenekarvezető.

## Pályafutása
Carroll Dickerson chicagói és New York-i dixieland jegyüttesekek élén volt zenekarvezető. Leginkább Louis Armstronggal és Earl Hinesszal végzett munkáiról ismert, valamint a King Oliverrel bonyolított kisebb turnéiról.
Zenekarvezetőként jelentős szerepet játszott Chicagóban; ott voltak zenészpartnerei Johnny Dunn, Frankie Jaxon, Tommy Ladnier, Honore Dutrey, Natty Dominique, Sterling Conaway, Boyd Atkins, Fred Robinson, Jimmy Strong, Mancy Carr, Pete Briggs és Jimmy Mundy.
Dickerson először 1922-1924 között irányított egy zenekart a Sunset Cafe-ban, ami egy hosszabb turnéhoz vezetett, és gyorsan ismertté vált. Később társa, Louis Armstrong került a helyére.
Dickerson híres volt szigoráról: büntetést szabott ki a hangjegyeket elhibázó zenészekre. Olyan zenészek játszottak a Savoy Ballroomban, mint Armstrong, Buster Bailey, George Mitchell, Earl Hines és Zutty Singleton. Az 1927-es Armstrong Hot Five és Hot Seven zenészei mind a Dickerson zenekarból kerültek ki. Hegedűsként ő maga is hallható néhány felvételen.

## Lemezek
- Louis Armstrong − Hot Fives and Hot Sevens (JSP, rec. 1928, ed. 2000)
- King Oliver and his Orchestra (RCA, 1929–1930)

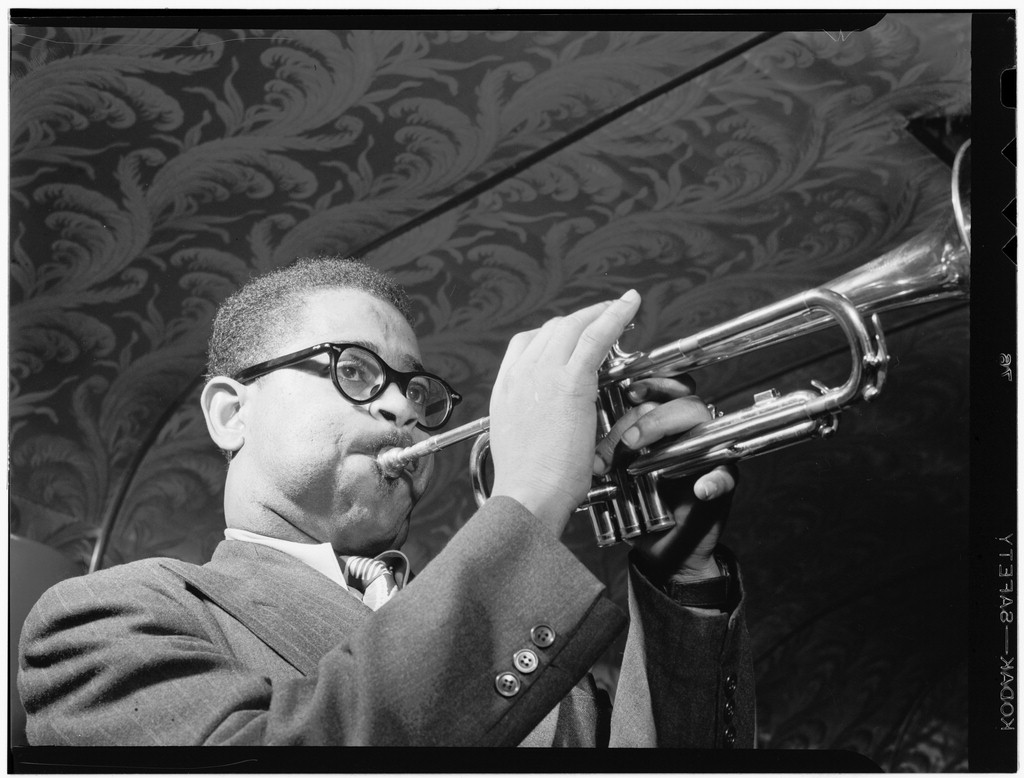
Dizzy Gillespie a Savoy Ballroomban, 1947-ben

## Fordítás
- Ez a szócikk részben vagy egészben  a   Carroll Dickerson című angol Wikipédia-szócikk ezen változatának fordításán alapul.  Az eredeti cikk szerkesztőit annak laptörténete sorolja fel. Ez a jelzés csupán a megfogalmazás eredetét és a szerzői jogokat jelzi, nem szolgál a cikkben szereplő információk forrásmegjelöléseként.